# OVER DRIVE (SCANDAL單曲)
《OVER DRIVE》是日本女子樂團SCANDAL的第17張單曲單曲，2013年9月18日由Epic Records Japan Inc.發行。

## 摘要
SCANDAL先行單曲分為通常盤和初回限定盤兩種來發售。
通常盤為三首單曲組合的CD，初回限定盤是CD+DVD(MV)的組合方式。

## 收錄曲目

### 通常版
1. OVER DRIVE [5:07]
作詞・作曲：中田康貴　編曲：中田康貴、nishi-ken
2. SCANDAL IN THE HOUSE [5:34]
作詞：SCANDAL、古坂大魔王　作曲・編曲：古坂大魔王
3. OVER DRIVE (Instrumental)

### 初回限定版

#### DISC1
同通常版。

#### DISC2
1. 你和未來和完全同期 MUSIC VIDEO（キミと未来と完全同期　MUSIC VIDEO）

### DVD
1. 你和未來和完全同期 MUSIC VIDEO（キミと未来と完全同期　MUSIC VIDEO）

## 外部連結
- （日語） SCANDAL | 消息